# Свідерський Дмитро Олександрович
Дмитро́ Олекса́ндрович Свіде́рський (15 жовтня 1994 — 6 квітня 2015) — солдат Збройних сил України, учасник російсько-української війни.

## Короткий життєпис
Проживав з мамою у Басовому Куті. Закінчив Рівненський державний аграрний коледж, економічне відділення.
Мобілізований у серпні 2014-го. У зоні бойових дій з жовтня, стрілець-помічник гранатометника, 81-а окрема аеромобільна бригада.
Брав участь у боях за Донецький аеропорт. 3 квітня 2015-го важко поранений — підрив на міні поблизу Авдіївки. Тоді загинули солдати Андрій Карпюк, Дмитро Степанов та капітан Юрій Чучалін. Дмитро був доставлений в 66-й мобільний військовий шпиталь міста Красноармійськ, з якого був направлений в лікарню імені Мечникова міста Дніпропетровськ, де 6 квітня помер від отриманих поранень.
Похований у Рівному 10 квітня 2015-го поруч з батьковою могилою.

## Нагороди та вшанування
За особисту мужність і героїзм, виявлені у захисті державного суверенітету та територіальної цілісності України, вірність військовій присязі під час російсько-української війни, відзначений — нагороджений
- 27 червня 2015 року — орденом Богдана Хмельницького III ступеня.
- Почесний громадянин міста Рівного — 17 вересня 2015.
- 6 квітня 2016-го відкрито меморіальну дошку у ЗОШ № 6, яку він закінчив.